# Kriegerdenkmal (Forstenried)

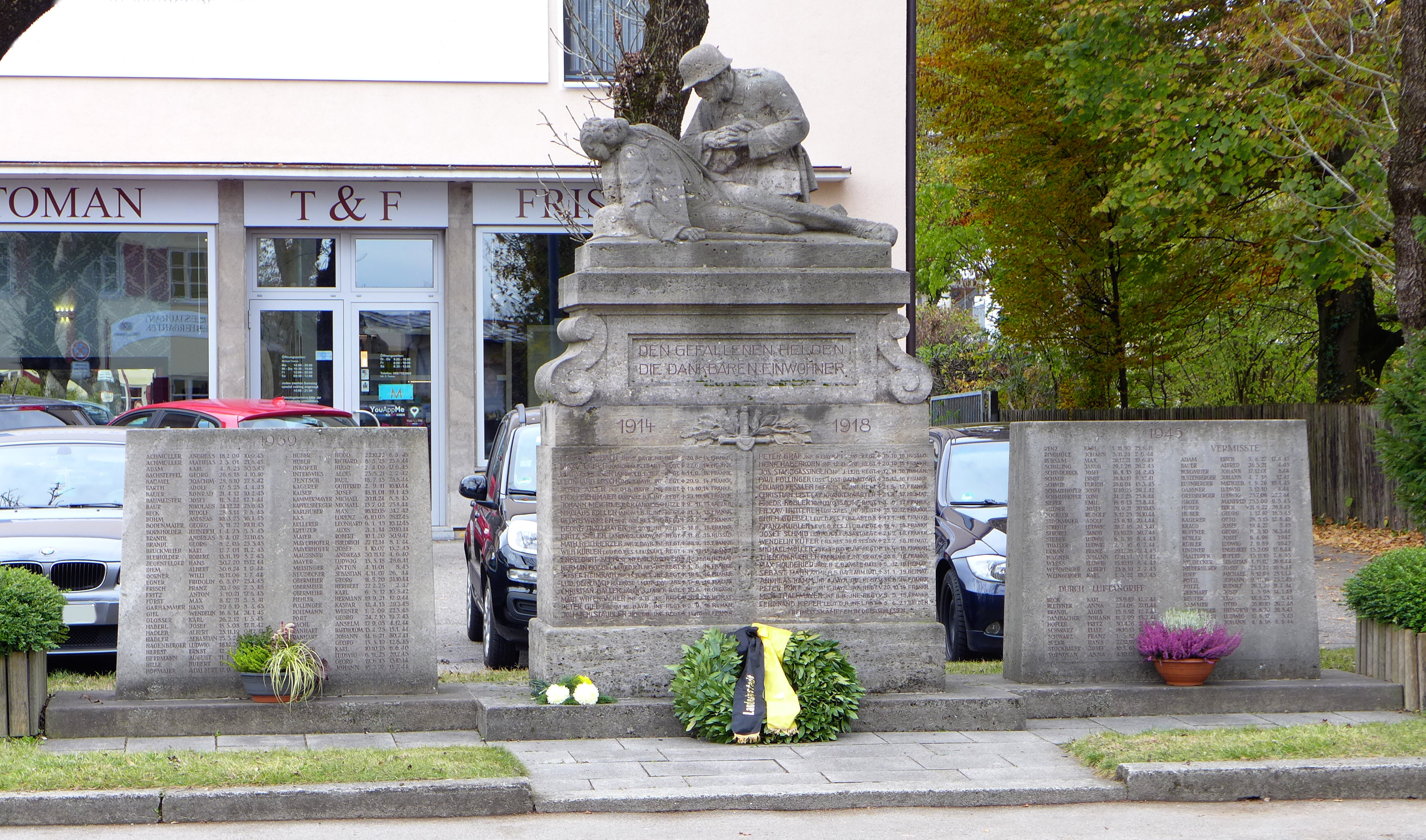
Kriegerdenkmal in Forstenried

Das Kriegerdenkmal im Münchner Stadtteil Forstenried ist ein Denkmal zur Erinnerung an die Gefallenen der beiden Weltkriege. Das Kriegerdenkmal ist als Baudenkmal in die Bayerische Denkmalliste eingetragen.

## Lage
Das Denkmal steht im historischen Ortskern von Forstenried an der Forstenrieder Allee vor dem Haus Forstenrieder Allee 184. Dadurch, dass dieses Haus und sein Nachbarhaus Nr. 186 von der Straße zurückgesetzt sind, ist die Straße hier zu einem kleinen namenlosen Platz aufgeweitet. Das Denkmal steht wie auf einer Verkehrsinsel zwischen der Straße und diesem Platz. Gegenüber dem Denkmal steht der Gasthof Alter Wirt.

## Geschichte
Das Kriegerdenkmal wurde am 1. Juni 1922 eingeweiht. Nach dem Zweiten Weltkrieg wurde es erweitert.
2012 wurde das Denkmal saniert. Dabei wurde auch die kaum mehr lesbare Schrift erneuert. Etwa einen Monat später wurde ein Anschlag auf das Denkmal verübt, bei dem der Kriegerfigur der Kopf abgeschlagen wurde.

## Beschreibung

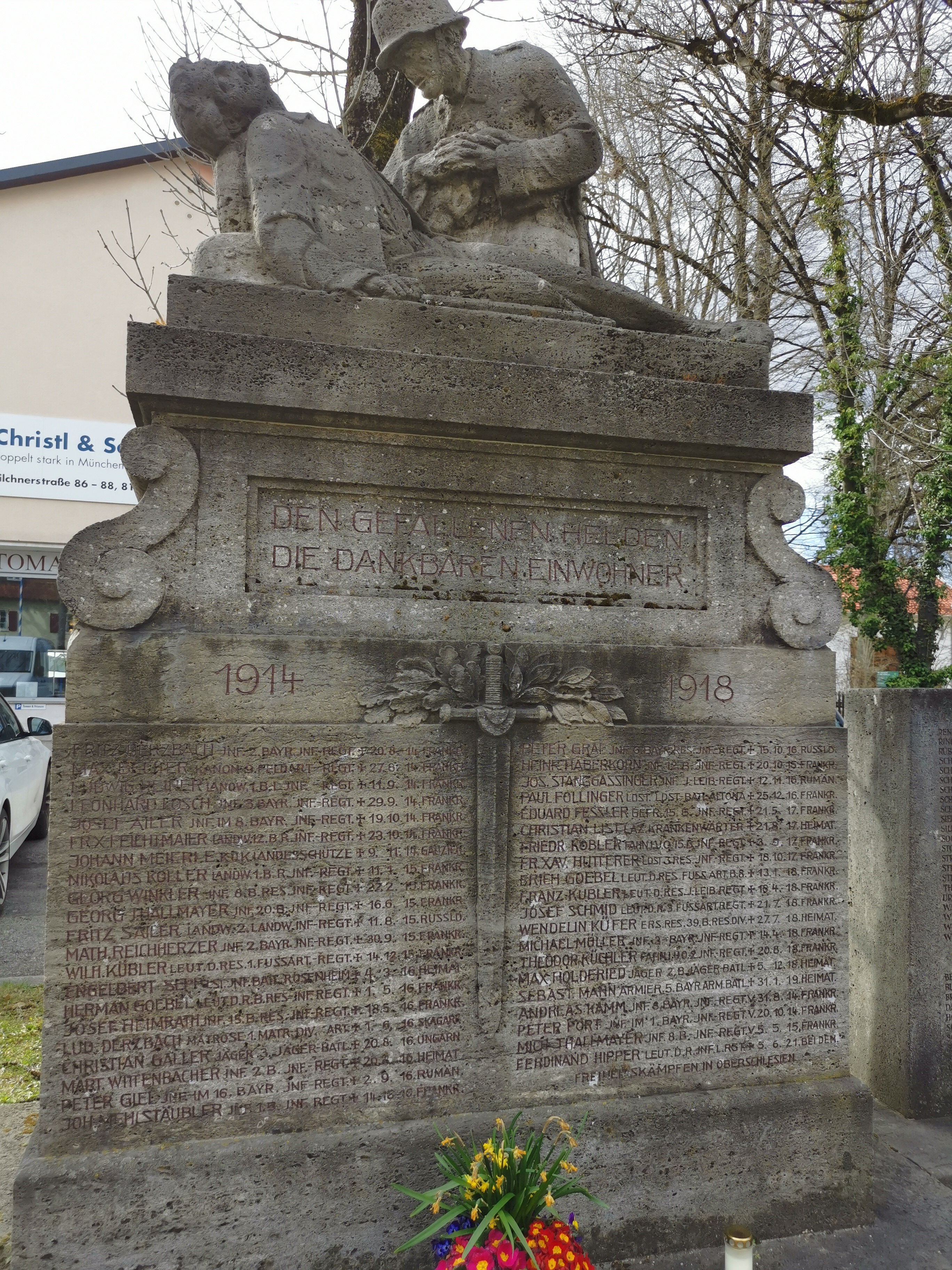
Hauptstele

Das Denkmal besteht aus einer Steinstele mit rechteckigem Querschnitt, die eine Figurengruppe aus Stein trägt. Die Figurengruppe stellt einen Soldaten dar, der bei einem gefallenen Kameraden kniet. Unterhalb der Figurengruppe ist ein Schriftfeld mit der Widmung „DEN GEFALLENEN HELDEN – DIE DANKBAREN EINWOHNER“ angebracht. In zwei Spalten sind darunter die Namen der Gefallenen des Ersten Weltkriegs eingraviert.
Die Erweiterung nach dem Zweiten Weltkrieg besteht aus zwei weiteren, niedrigeren Steinstelen mit rechteckigem Querschnitt, die rechts und links der Hauptstele stehen. Auf ihnen sind die Namen der Gefallenen, Vermissten und Luftangriffsopfer des Zweiten Weltkriegs eingraviert.

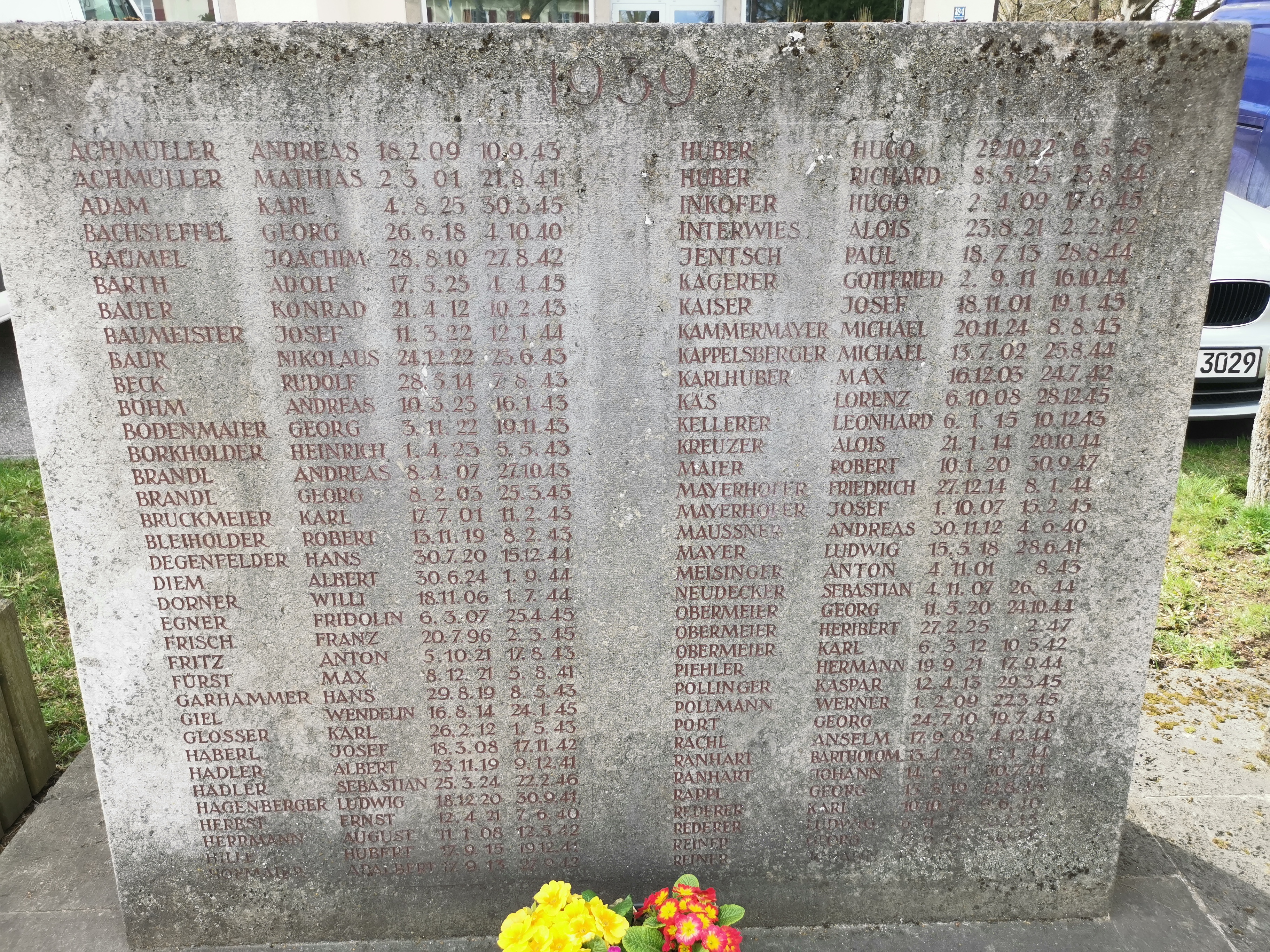
Linke Seitenstele
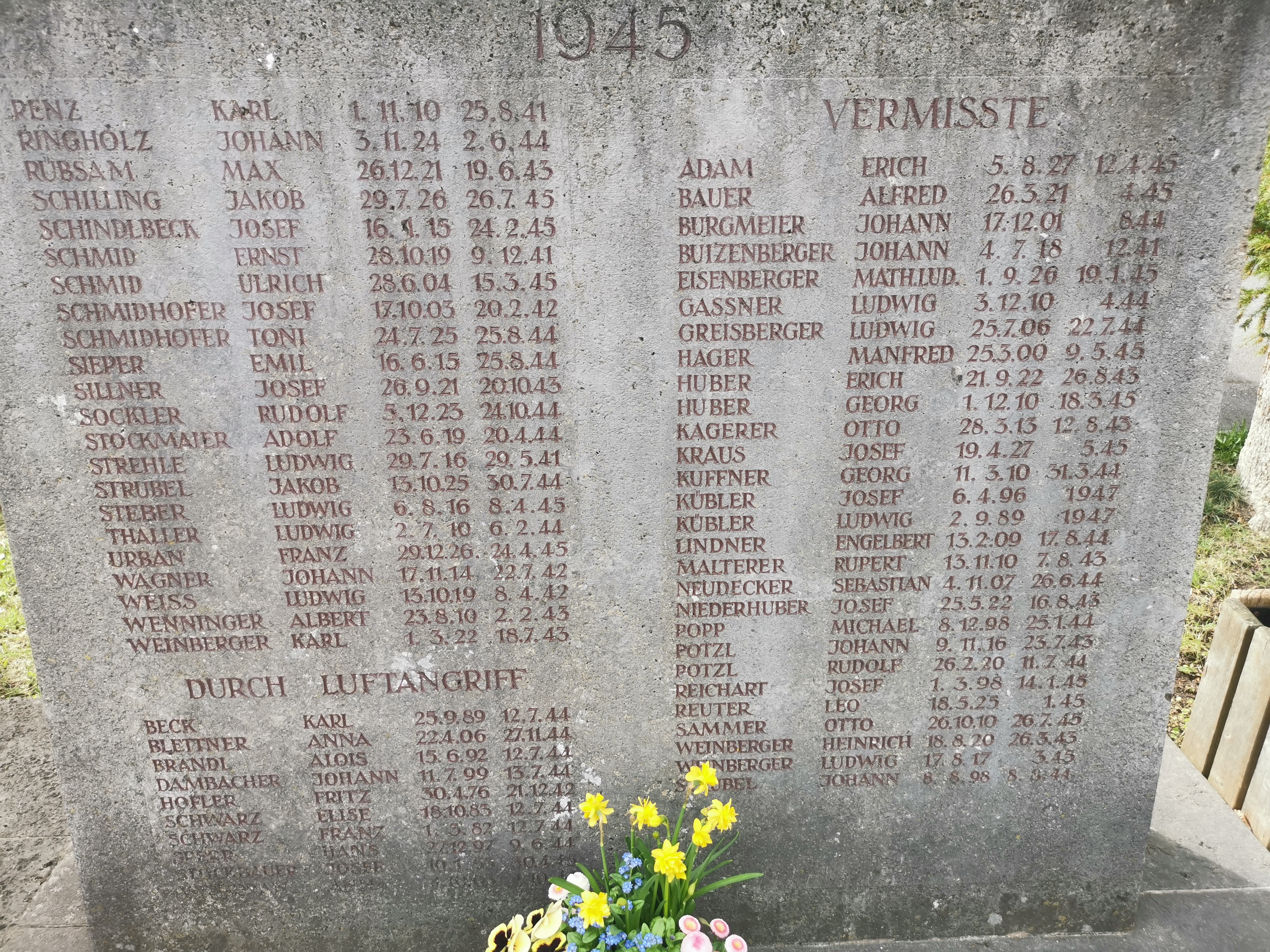
Rechte Seitenstele